# Valkeala
Valkeala – dawna gmina w Finlandii, w prowincji Finlandia Południowa, 11 562 mieszk. (2008).
W 2009 roku 6 gmin – Kouvola, Kuusankoski, Elimäki, Anjalankoski, Valkeala i Jaala – połączyło się w jedną, tworząc obecną Kouvolę, mającą ponad 88 tys. mieszkańców.